# Crawford-Feldzug
Der Crawford-Feldzug, Sandusky-Feldzug oder auch Crawfords Niederlage war eine militärische Operation, die kurz vor dem Ende des Amerikanischen Unabhängigkeitskriegs stattfand. Im Mai 1782 führte Colonel William Crawford eine rund 500 Mann starke Freiwilligentruppe aus Pennsylvania zum Sandusky River, um die dortigen Indianerdörfer zu zerstören.
Die Indianer und ihre britischen Verbündeten aus Detroit hatten jedoch die anrückenden Amerikaner entdeckt und sammelten ihre Kräfte zur Verteidigung. In der Nähe der Dörfer kam es zu einem Gefecht, in dessen Verlauf die Amerikaner eingekesselt wurden. Crawfords Truppe brach im Schutz der Nacht aus und trat den Rückzug an, der alsbald in eine wilde Flucht überging. Einige Amerikaner gerieten in Gefangenschaft. Die anderen kehrten nach Pennsylvania zurück. Etwa 70 Amerikaner jedoch, darunter auch die Gefangenen, fanden den Tod.
Im März desselben Jahres waren fast 100 christliche Indianer im Dorf Gnadenhütten von der Pennsylvania-Miliz getötet worden. Crawford hatte persönlich nichts mit diesem Vorfall zu tun. Die Indianer, unter ihnen viele Lenni Lenape, töteten die meisten Gefangenen als Vergeltung für das Massaker an ihren Angehörigen. Crawford wurde fast zwei Stunden lang am Marterpfahl gequält, bevor er lebendig verbrannt wurde. Sein Tod fand ein großes Echo in der amerikanischen Presse und sorgte für eine weitere Belastung der ohnehin schlechten Beziehungen zwischen Indianern und Weißen.

## Geschichtlicher Hintergrund
Der Ausbruch des Amerikanischen Unabhängigkeitskriegs 1775 erwies sich nach anfänglichen Hoffnungen für die im Ohiogebiet lebenden Indianerstämme, die Shawnee, Mingo, Lenni Lenape und Wyandot, als Desaster, denn sie lebten zwischen den Fronten. Auf der einen Seite gab es den amerikanischen Außenposten Fort Pitt, auf der anderen Seite befand sich das britische Fort Detroit mit seinen alliierten Indianern. Einige Mitglieder der Ohio-Stämme wollten gegen die Amerikaner kämpfen, zogen in die Nähe von Detroit und schlugen ihr Lager am Scioto und Sandusky River auf. Eine zweite Gruppe blieb in Cocoshton und sympathisierte mit den Amerikanern. Sie unterzeichnete 1778 mit den Vereinigten Staaten einen Vertrag in der Hoffnung, in Ohio einen indianischen Staat errichten zu können.
Der Krieg an der Grenze eskalierte 1777, als die britische Armee mit der Anwerbung und Bewaffnung von Indianern begann, die daraufhin amerikanische Siedlungen überfielen. Eine unbekannte Zahl an Siedlern in den heutigen Bundesstaaten Kentucky, West Virginia und Pennsylvania fiel diesen Überfällen zum Opfer.

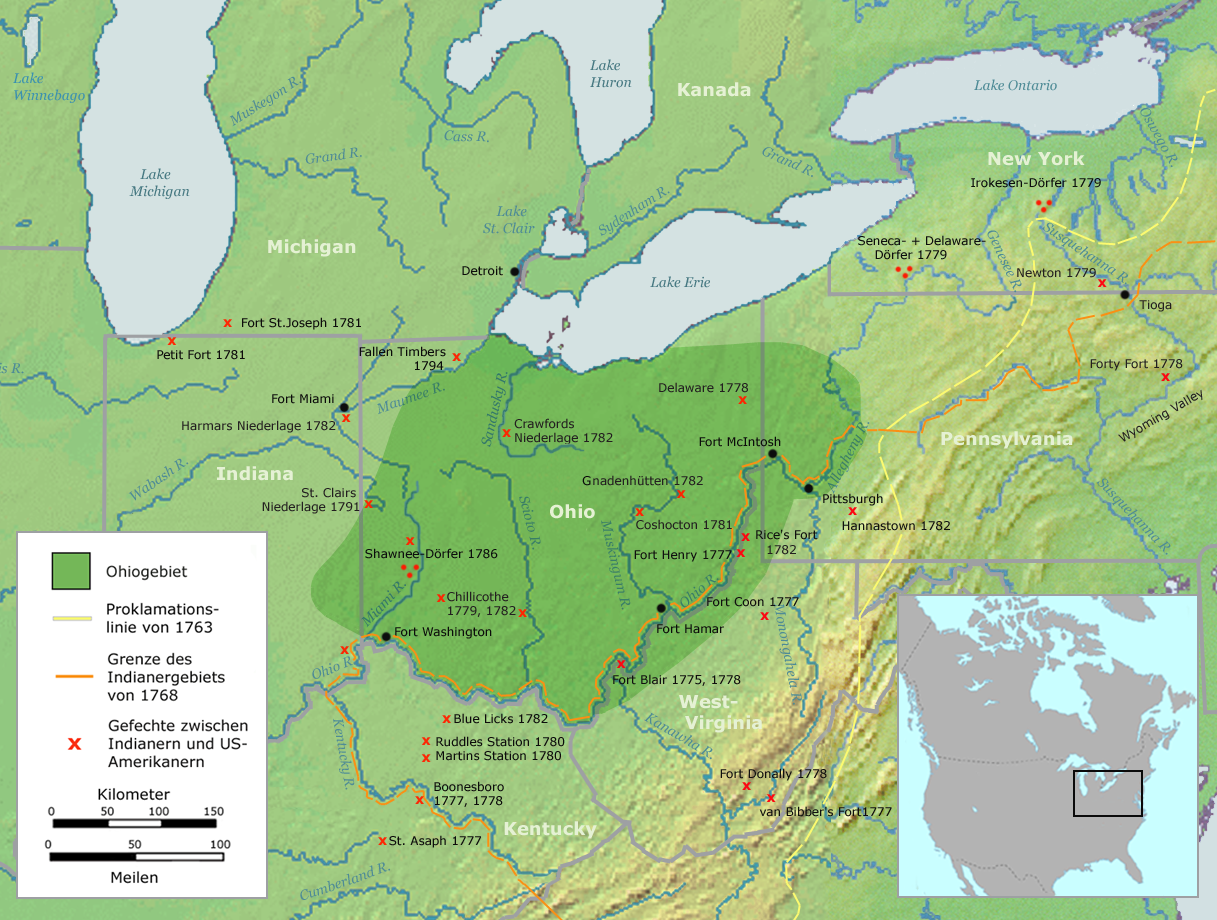
Das Ohiogebiet und Gefechte zwischen Indianern und US-Amerikanern zwischen 1775 und 1811

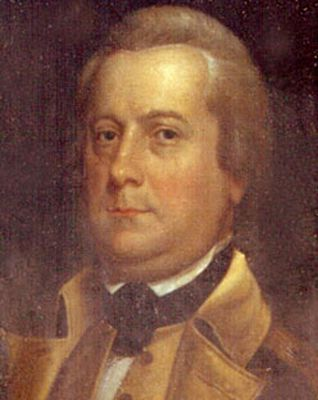
General William Irvine (Gemälde von Robert Edgar Pine 1789)

Im September 1781 wurde General William Irvine zum Oberkommandierenden des westlichen Frontabschnitts der Kontinentalarmee ernannt, dessen Hauptquartier in Fort Pitt lag. Die an der Siedlungsgrenze lebenden Amerikaner forderten die Regierung auf, die Armee solle einen Feldzug gegen die Briten in Detroit führen, um die Versorgung der Indianer mit Waffen zu beenden. Irvine ließ die Sachlage prüfen und schrieb am 2. Dezember 1781 an den Oberbefehlshaber General George Washington, dass die Indianer in ihren Wohngebieten angegriffen und vernichtet werden müssten. Außerdem sollten die Briten aus dem Land verjagt und Detroit zerstört werden, um die Lage zu verbessern.
Washington teilte Irvines Beurteilung, dass Detroit angegriffen und zerstört werden müsste, um den Krieg im Westen zu beenden. Im Februar 1782 unterbreitete Irvine seinem Vorgesetzten einen detaillierten Angriffsplan. Irvine schätzte, dass zur Eroberung Detroits etwa 2000 Soldaten, fünf Kanonen und eine Nachschubkolonne notwendig wären. Washington war bekannt, dass eine derartige Kampagne vom Kongress aus finanziellen Gründen nicht genehmigt würde, und schrieb zurück: Zur Zeit können wir keine großangelegten Offensiven in Erwägung ziehen, sondern nur kleinere Operationen.
Anfang März 1782 suchten 160 Pennsylvania-Milizionäre unter Oberstleutnant David Williamson in Ohio nach Indianern, die zuvor Siedler in Pennsylvania überfallen hatten. Williamsons Leute nahmen eine Gruppe von etwa 100 christlichen Lenape – zumeist Frauen und Kinder – im Dorf Gnadenhütten gefangen und ließ sie als Vergeltung mit einem Böttcherschlägel töten. Das Gnadenhütten-Massaker hatte verhängnisvolle Auswirkungen auf das Verhältnis zwischen Indianern und Weißen an der Siedlungsgrenze.

## Vorbereitung des Feldzugs
General Irvine unterstützte die Bildung einer Truppe, die nur aus freiwilligen Milizionären bestand. Die Ausrüstung eines freiwilligen Milizionärs war im Vergleich zu einem regulären Soldaten nicht allzu kostspielig, denn er benötigte nur ein Pferd, ein Gewehr sowie ausreichend Munition, Verpflegung und einige weitere Ausrüstungsgegenstände. Als einzige Vergütung bekamen sie eine zweimonatige Freistellung vom Kriegsdienst und die Erlaubnis, die Indianerdörfer zu plündern – für viele ein verlockendes Angebot, denn diese Dörfer waren wohlhabender als die Siedlungen der Weißen. Detroit war zu mächtig für eine kleinere Operation, ein Feldzug gegen die Indianerdörfer am Sandusky River schien jedoch durchführbar zu sein.
Irvines Instruktionen für das Unternehmen lauteten:

„Das Ziel ist die Zerstörung der indianischen Stadt und Siedlung am Sandusky mit Feuer und Schwert (soweit möglich), wodurch hoffentlich den Bewohnern dieses Landes mehr Sicherheit gegeben wird.“

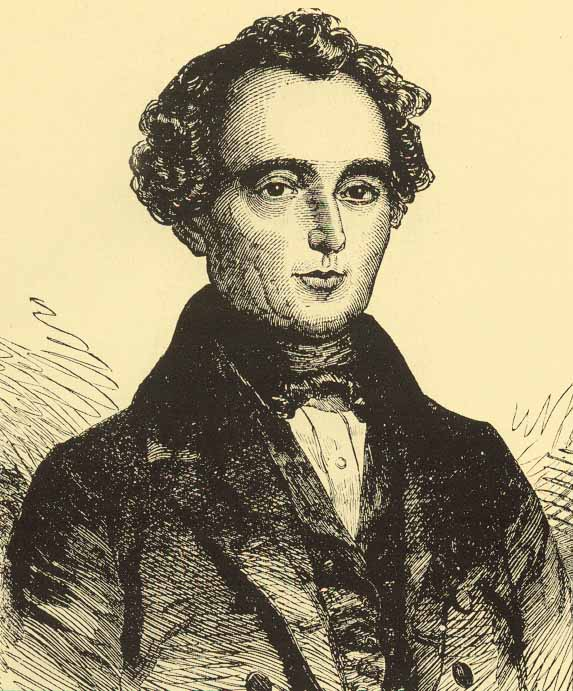
Colonel William Crawford, nach einer Lithographie aus der Sutro Library, San Franzisko, USA

Am 20. Mai 1782 trafen die ersten Freiwilligen am Treffpunkt bei Mingo Bottom, dem heutigen Mingo Junction, auf der indianischen Seite des Ohio ein. Die jungen Männer waren zumeist irischer oder schottischer Abstammung und kamen überwiegend aus den Countys Washington und Westmoreland in Pennsylvania; viele von ihnen hatten zuvor in der Kontinentalarmee der Vereinigten Staaten gedient. Die Zahl der Teilnehmer erhöhte sich schließlich auf über 500. Die Risiken des Unternehmens waren allen bekannt und es wurde ihnen empfohlen, vor dem Abmarsch ihr Testament zu machen.
Da die Teilnehmer des Feldzugs Freiwillige waren, durften sie ihre Offiziere im Gegensatz zur regulären Armee selbst auswählen. Die beiden Kandidaten für den Oberbefehl waren David Williamson – der Kommandant beim Gnadenhütten-Massaker – und William Crawford, ein Oberst der Kontinentalarmee im Ruhestand, der kurzfristig reaktiviert worden war. Er war ein langjähriger Freund George Washingtons und ein erfahrener Soldat und Grenzkämpfer. Der 50 Jahre alte Crawford schloss sich nur zögernd der Miliz an, er folgte jedoch dem Ruf von General Irvine. Williamson hatte zwar schon Erfahrung bei der Miliz gesammelt, war jedoch bei den Armee-Offizieren nach dem Gnadenhütten-Massaker in Ungnade gefallen. Irvine wollte auf keinen Fall ein zweites Massaker erleben und favorisierte deshalb die Wahl Crawfords zum Kommandeur. Die Wahl brachte ein sehr knappes Ergebnis: Crawford erhielt 235 gegenüber 230 Stimmen für Williamson. Crawford übernahm das Kommando und Williamson wurde sein Stellvertreter im Rang eines Majors.
Begleitet wurde die Truppe außerdem vom Arzt und Armeeoffizier John Knight. Ein weiterer Teilnehmer war ein junger Leutnant, der sich John Rose nannte und als Adjutant diente. Selbst dem gut mit ihm befreundeten Irvine war nicht bekannt, dass er in Wirklichkeit Baron Gustave Rosenthal oder Gustavus Heinrich de Rosenthal hieß (1753–1829). Er stammte aus dem russischen Reich und hatte nach Amerika fliehen müssen, weil er im Duell einen Gegner getötet hatte. Er ging mittellos nach Baltimore und lernte bei dem deutschen Arzt Wisendorf. 1780 fiel er als Schiffsarzt in britische Gefangenschaft, doch sorgte General Irvine dafür, dass er ausgetauscht wurde. Er überlebte den Feldzug und kehrte 1784 nach Livland zurück, wo er später Großmarschall seines Landes wurde.

## Feldzug zum Sandusky River
Am 25. Mai 1782 verließen Crawfords Milizionäre das Lager bei Mingo Bottom mit Proviant für dreißig Tage. General Irvine hatte den Zeitbedarf für die 280 km bis zum Sandusky auf sieben Tage geschätzt. Crawford vermied bekannte Pfade durch die Wildnis, um nicht frühzeitig von indianischen Scouts entdeckt zu werden. Bei den Freiwilligen, die nicht bei der Armee gedient hatten, war militärische Disziplin weitgehend unbekannt. Die Männer verschwendeten ihre Rationen und schossen trotz Verbots mit ihren Musketen auf wilde Tiere. Offenbar besaß Crawford unzureichende Führungsqualitäten. So schrieb Rose später, dass Crawford bei Beratungen zusammenhanglos redete, Tatsachen verwechselte und unfähig war, Leute von seiner Meinung zu überzeugen … Der Marsch wurde einige Male unterbrochen, weil die Kommandeure Meinungsverschiedenheiten über die weitere Vorgehensweise hatten. Mehrere Freiwillige desertierten auf dem Marsch.
Der Weg durch das Ohiogebiet führte überwiegend durch dichte Wälder. Zunächst wurde in Viererreihen geritten, das dichte Unterholz zwang die Truppe jedoch bald, Zweierreihen zu bilden. Am 3. Juni erreichten die Milizionäre offenes Gelände südlich des Sandusky Rivers und durchquerten eine Prärieregion namens Sandusky Plains. Bis zu diesem Zeitpunkt hatten sie keinen einzigen Indianer entdeckt. Früh am nächsten Tag erreichten sie den Sandusky, das in der Nähe liegende Wyandot-Dorf war jedoch verlassen. Unbemerkt von den Amerikanern hatten die Wyandot erst kurz vorher ihr Dorf etwa 12 km weiter nach Norden verlegt.
Crawford diskutierte mit seinen Offizieren und Scouts die neu entstandene Situation. Man war sich bald darüber einig, dass die Indianerdörfer einige Kilometer weiter flussabwärts zu finden seien, und die Kommandeure entschieden sich für die Fortsetzung des Marsches um einen Tag. Mittags wurde eine Pause eingelegt und Crawford schickte John Rose mit einem Erkundungstrupp nach Norden. Schon nach kurzer Zeit kehrten zwei der Scouts mit der Nachricht zurück, dass sie auf eine größere Anzahl indianischer Krieger gestoßen seien, die sich den Amerikanern näherten.

### Briten und Indianer
Die Briten und ihre verbündeten Indianer hatten schon von dem Feldzug erfahren, noch bevor Crawfords Truppe Mingo Bottom verlassen hatte. Diese Information stammte von einem am 8. April gefangenen amerikanischen Soldaten, über den der britische Agent Simon Girty die Nachricht von Crawfords Mission erfuhr und an seine Vorgesetzten in Detroit meldete.
So vorgewarnt war das britische Indianerministerium (englisch: British Indian Department) in Detroit in der Lage, sich rechtzeitig auf den amerikanischen Angriff vorzubereiten. Der Kommandant in Detroit war Major Arent Schuyler DePeyster, der dem Generalgouverneur von Britisch-Nordamerika, Sir Frederick Haldimand, direkt unterstellt war. DePeyster arbeitete mit Agenten wie Simon Girty, Alexander McKee und Matthew Elliott zusammen, die allesamt gute Beziehungen zu den Indianern hatten und die militärischen Aktionen der Briten und Indianer im Ohiogebiet koordinierten. Am 15. Mai fand eine Versammlung in Detroit statt, in der DePeyster und McKee die Indianer über den Sandusky-Feldzug informierten und ihnen empfahlen, die Amerikaner mit zahlreichen Kriegern zu empfangen und zurückzuschlagen. McKee wurde zu den Shawnee-Dörfern am Great Miami River geschickt, um Krieger gegen den amerikanischen Angriff zu rekrutieren. Außerdem setzten die Briten eine Kompanie der berittenen Butlers Ranger unter Captain William Caldwell und eine Anzahl Indianer aus der Detroit-Region unter Matthew Elliot in Marsch.
Seit ihrem Abmarsch aus Mingo Bottom wurden die amerikanischen Truppen von indianischen Scouts beobachtet und die Bewohner der Indianerdörfer am Sandusky River alarmiert. Lange bevor Crawford den Sandusky erreichte, wurden die Frauen und Kinder aus den Wyandot- und Lenape-Dörfern in nahe gelegenen Schluchten versteckt und die britischen Händler packten ihre Waren ein und verschwanden nach Norden. Am 4. Juni sammelten sich die Lenape und Wyandot unter ihren Häuptlingen Captain Pipe und Dunquat sowie einige Mingo, um sich den Amerikanern zum Kampf zu stellen. Die Anzahl der Indianer wurde auf rund 500 Krieger geschätzt. Die britischen Truppen waren in der Nähe und die Ankunft der Shawnee aus dem Süden wurde nicht vor dem nächsten Tag erwartet.

### 4. Juni: Battle Island

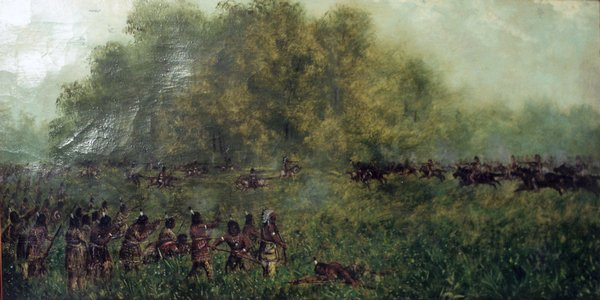
Darstellung der Schlacht bei Battle Island, einem Gehölz am Sandusky River, von Frank Halbedel um 1880 gemalt

Etwa fünf Kilometer nördlich von Upper Sandusky traf der Erkundungstrupp unter John Rose auf Captain Pipes Lenape und zog sich kämpfend in ein Gehölz zurück, wo sie ihre Ausrüstung gelagert hatten. Die amerikanischen Scouts waren einer Niederlage nahe, als Crawfords Hauptstreitmacht eintraf. Crawford ließ die Männer absitzen, um die Indianer aus dem Wäldchen zu vertreiben. Das gelang nach kurzer Zeit und die Baumgruppe wurde später unter dem Namen Battle Island bekannt.
Gegen 16 Uhr entwickelte sich das Geplänkel zu einer regelrechten Schlacht. Die Lenape bekamen Verstärkung von den Wyandot unter Häuptling Dunquat und Captain William Caldwell, der die Aktionen der Lenape und Wyandot koordinierte. Er veranlasste die Lenape, die amerikanische Flanke zu umgehen und ihnen in den Rücken zu fallen. Einige Indianer krochen im hohen Präriegras unbemerkt heran, während die Amerikaner auf die Bäume kletterten, um sie von oben unter Feuer zu nehmen. Pulverqualm verschlechterte die Sicht, so dass der Gegner kaum noch zu erkennen war. Nach dreieinhalb Stunden intensivem Schusswechsel beendeten die Indianer schließlich den Angriff, als die Dunkelheit hereinbrach. In der Nacht schliefen Crawfords Leute mit schussbereiten Gewehren und umgaben ihre Stellungen mit großen Feuern, um einen nächtlichen Angriff zu verhindern.
Die Verluste des ersten Tages beliefen sich bei den Amerikanern auf fünf Tote und dreiundzwanzig Verwundete. Die Verluste der Indianer und Briten sind unbekannt, waren jedoch vermutlich größer als die auf der gegnerischen Seite. Die Amerikaner skalpierten einige der toten Indianer. Die Indianer ihrerseits erbeuteten die Kleidung der toten Amerikaner und skalpierten mindestens einen toten Gegner. Fünfzehn Mann aus Crawfords Truppe desertierten in dieser Nacht und erzählten später in Pennsylvania, ihre Einheit sei in Stücke gehauen worden.

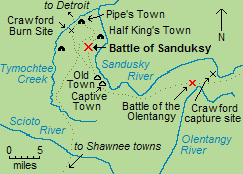
Schauplatz des Geschehens am Sandusky River

### 5. Juni: Rückzug
Am nächsten Morgen begann das Gefecht aufs Neue. Die Indianer blieben auf Distanz und schossen aus etwa 200 bis 300 Meter Entfernung, so dass es bei Crawfords Truppe kaum Verluste gab. Nach Crawfords Plan sollte die Stellung im Wäldchen tagsüber gehalten werden, um die Indianer in der folgenden Nacht überraschend anzugreifen. Zu dieser Zeit waren viele Amerikaner noch zuversichtlich, das Gefecht zu gewinnen, obwohl Munition und Wasser langsam knapp wurden.
Scouts berichteten an Crawford, dass etwa 100 britische Ranger eingetroffen waren und auf der Seite der Indianer kämpften. Crawford war überrascht über das kurzfristige Erscheinen der Briten aus Detroit, nicht ahnend, dass die Expedition von Beginn an verraten worden war. Gleichzeitig näherten sich allen sichtbar von Süden her etwa 140 Shawnee unter Häuptling Blacksnake, die gegenüber der rechten Flanke der Amerikaner Stellung bezogen und die Wyandot verstärkten. Damit war Crawfords Truppe zahlenmäßig unterlegen und ringsum eingeschlossen. Die Shawnee schossen wiederholt mit ihren Musketen in die Luft, eine Zeremonie der Stärke, die als feu de joie (dt.: Freudenfeuer) bekannt war und die Moral der Amerikaner offenbar erschüttern sollte. Von derartig vielen Feinden umringt entschied sich Crawford, im Schutz der Nacht auszubrechen und den Rückzug anzutreten. Die Toten wurden beerdigt und über den Gräbern Feuer angezündet, damit sie nicht entdeckt und entweiht würden. Die Schwerverwundeten legte man auf Tragen für den Abtransport bereit, während die Leichtverwundeten reiten sollten.
Im Dunkel der Nacht begann der heimliche Abzug in vier Abteilungen, doch indianische Wachtposten entdeckten die Truppenbewegung, griffen an und richteten ein großes Chaos unter den Milizionären an. In der Dunkelheit verirrten sich viele Männer und teilten sich in kleine Gruppen auf. In dem Durcheinander machte sich Crawford Sorgen um seine Familienangehörigen, seinen Sohn John, Schwiegersohn William Harrison und seinen Neffen, der ebenfalls William Crawford hieß. Gemeinsam mit Knight blieb Crawford in der Nähe des Schlachtfelds, während seine Leute an ihm vorbeiliefen. Doch er suchte vergeblich seine Verwandten. Crawford wurde wütend, als er bemerkte, dass entgegen seinem ausdrücklichen Befehl einige Schwerverwundete zurückgeblieben waren. Schließlich bestiegen er und Knight zusammen mit zwei Nachzüglern ihre Pferde, konnten jedoch die Hauptgruppe im Dunkeln nicht wiederfinden.

### 6. Juni: Gefecht am Olentangy River
Am Morgen des 6. Juni sammelten sich etwa 300 Milizionäre beim verlassenen Wyandot-Dorf. Crawford wurde vermisst und man vermutete, dass er gefangen oder tot war. Das Kommando über die Truppe wurde an Williamson übertragen. Es war von Vorteil für die Amerikaner, dass die Verfolgung der flüchtenden Truppen schlecht organisiert war, weil der Kommandeur der Briten und Wyandot, Captain William Caldwell, im Kampf zuvor schwer verletzt worden war. Die Milizionäre versuchten, den schützenden Wald am östlichen Rand der Sandusky-Ebene zu erreichen. Hier am Oberlauf des Olentangy Rivers, einem Nebenfluss des Scioto Rivers, wurde die Hauptgruppe der Amerikaner von den Briten und Wyandot gestellt. Es gelang Williamson, den Verfolgern mit einer kleinen Gruppe erfahrener Kämpfer standzuhalten und sie nach einer Stunde abzuwehren. In der Schlacht am Olentangy wurden drei Amerikaner getötet und acht verwundet; die vermutlich weit höheren Verluste der Indianer und Briten sind unbekannt.
Williamson ließ die Toten bestatten und den Rückzug unter dem Beschuss der verfolgenden Wyandot und britischen Ranger fortsetzen. Williamson und Rose gelang es, ihre Männer zusammenzuhalten, nachdem sie ihnen eingeschärft hatten, dass ein geordneter Rückzug ihre einzige Chance sei, lebend nach Hause zu kommen. Die Amerikaner schlugen etwa 10 km weiter östlich am oberen Sandusky ihr Lager auf. Am folgenden Tag wurden noch zwei Amerikaner gefangen genommen und wahrscheinlich getötet, bevor die Verfolger zu Williamsons Überraschung plötzlich ihre Aktion abbrachen. Die Hauptgruppe der Milizionäre erreichte Mingo Bottom am 13. Juni, einige Nachzügler einzeln oder in kleinen Gruppen erst in den folgenden Tagen und Wochen.

## Die Gefangenen
Crawford, Knight und vier weitere Begleiter ritten den Sandusky River aufwärts und trafen am 7. Juni etwa 45 Kilometer östlich des Schlachtfelds am Sandusky auf eine Gruppe von Lenape-Kriegern. Crawford befahl seinen Leuten, nicht zu schießen, da er einige der Lenape erkannte. Sie gehörten zu einer von Häuptling Wingenund geführten Gruppe und hatten zuvor Fort Pitt besucht. Crawford und Knight wurden gefangen genommen, während ihren vier Begleitern die Flucht gelang; zwei von ihnen wurden allerdings später tot und skalpiert aufgefunden.
Es war im Amerikanischen Unabhängigkeitskrieg üblich, dass von Indianern gefangene Amerikaner entweder von den Briten in Detroit freigekauft oder vom jeweiligen Stamm adoptiert oder getötet wurden. Das prominenteste Beispiel einer Adoption war Daniel Boone, der 1778 von Shawnee gefangen und anschließend adoptiert worden war. Nach dem Gnadenhütten-Massaker entschlossen sich die Indianer im Ohiogebiet jedoch, alle gefangenen Amerikaner als Vergeltung zu töten. Etwa 17 Männer aus dem Crawford-Feldzug traf dieses Schicksal, Details aus der indianischen Gefangenschaft stammen jedoch nur von einem einzigen Überlebenden.
Einige der Gefangenen wurden sofort getötet, andere vorher gemartert. Das öffentliche Martern von gefangenen Feinden am Marterpfahl war ein traditionelles Ritual der Indianerstämme im amerikanischen Nordosten. Gefangene wurden für Stunden, manchmal sogar für Tage, unerträglichen Schmerzen ausgesetzt. Je größer der Respekt war, den die Indianer ihrem Feind entgegenbrachten, desto unbarmherziger war die Tortur. Das Opfer hingegen verhöhnte seine Peiniger und zeigte sich möglichst unbeeindruckt von den Qualen. Das britische Indianerministerium in Detroit nutzte seinen Einfluss auf die Indianer, um das Töten und Quälen von gefangenen Gegnern zu unterbinden, zunächst erfolgreich, nach dem Gnadenhütten-Massaker jedoch wurde die traditionelle Praxis als Vergeltungsmaßnahme wieder eingeführt.

## Crawfords Tod

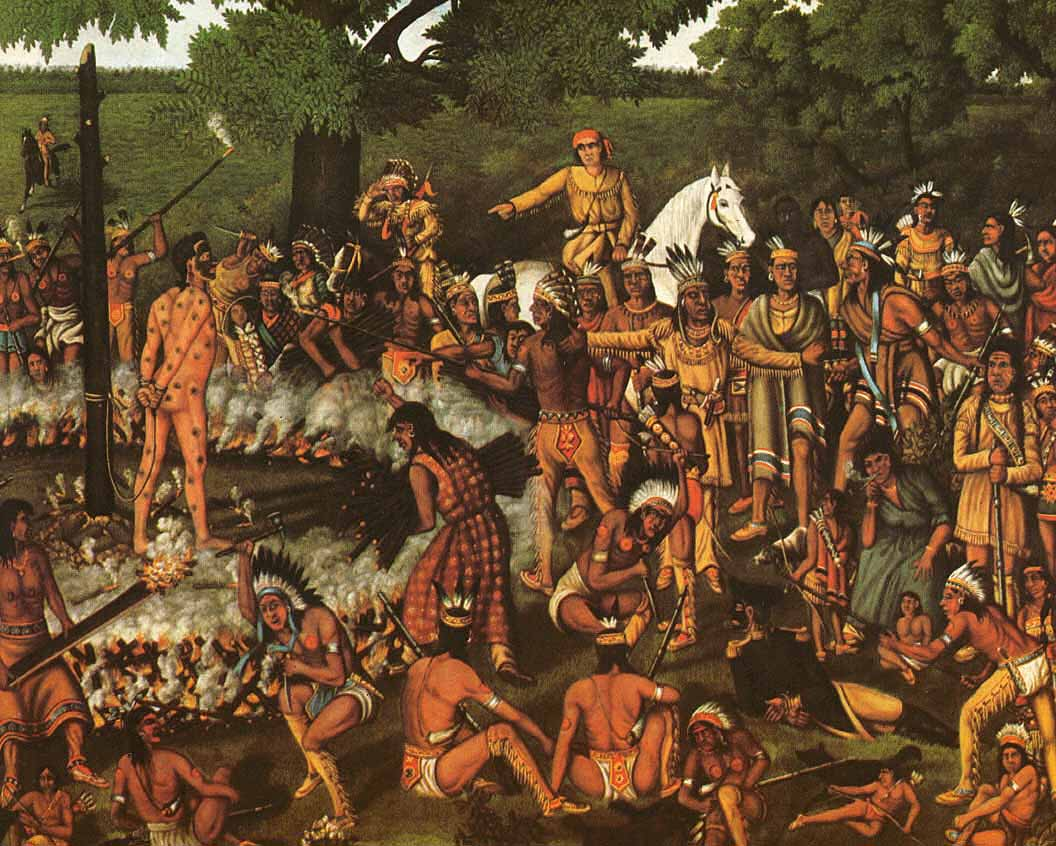
Crawford am Marterpfahl, von James Boroff (Ausschnitt)

In Wingenunds Lager verbrachten Crawford, Knight und neun weitere Gefangene die nächsten Tage. Am 11. Juni wurden die Gesichter der Gefangenen schwarz gefärbt, das traditionelle Merkmal ihrer baldigen Exekution. Anschließend wurden sie zum Lenape-Dorf am Tymochtee Creek in der Nähe des heutigen Orts Crawford verlegt. Vier der Gefangenen wurden unterwegs mit dem Tomahawk getötet und anschließend skalpiert. Im Dorf angekommen mussten sich die übrigen Gefangenen setzen, und eine Schar Lenape-Frauen und Knaben mit Tomahawks töteten alle bis auf Crawford und Knight. Einem Opfer wurde der Kopf abgeschlagen. Danach skalpierten die Lenape-Jungen die Leichen und warfen Crawford und Knight die blutigen Skalps ins Gesicht.
Etwa 100 Männer, Frauen und Kinder hatten sich im Lenape-Dorf eingefunden, um das Hinrichtungsspektakel der beiden letzten Gefangenen zu erleben. Zeugen der Hinrichtung waren die Häuptlinge Captain Pipe und Wingenund sowie die Briten Simon Girty und Matthew Elliot. Captain Pipe, der Crawford von den Vertragsverhandlungen her in Fort Pitt im Jahr 1778 kannte, hielt vor der Menge eine Rede. Er betonte, dass viele von Crawfords Männern am Gnadenhütten-Massaker beteiligt waren und er als Führer zur Verantwortung gezogen würde. Er erwähnte, dass Crawford zwar nicht an diesem Massaker teilgenommen hätte, jedoch an der Sqaw-Kampagne, als Pipes Familienmitglieder den Tod fanden.
Nach Pipes Rede wurde Crawford entkleidet, geschlagen und seine Hände auf dem Rücken gefesselt, von denen ein kurzes Seil zu einem Pfahl führte. Dann wurde ein großes Feuer angefacht, das etwa fünf bis sechs Meter im Umkreis des Pfahls loderte. Indianer schossen mit Pulver ohne Kugeln auf Crawfords Körper und schnitten ihm die Ohren ab. Man stieß ihm brennende Holzstöcke in den Leib, bewarf ihn mit glühenden Kohlen und zwang ihn, um den Pfahl zu laufen. Crawford flehte Simon Girty an, ihn zu erschießen; dieser drehte sich jedoch um und lehnte die Bitte ab. Nach zwei Stunden fiel Crawford bewusstlos zu Boden. Er wurde skalpiert und eine Frau häufte glühende Kohlen über seinen Kopf, worauf er aus der Bewusstlosigkeit erwachte. Die Tortur wurde fortgesetzt, bis der Tod ihn schließlich erlöste und sein Leichnam verbrannte. Am nächsten Tag wurde Knight zu dem rund 60 Kilometer entfernten Shawnee-Dorf Wapatomica gebracht, wo er getötet werden sollte. Unterwegs schlug er seinen Bewacher mit einem trockenen Ast nieder und es gelang ihm zu fliehen. Am 5. Juli erreichte er entkräftet Fort Pitt und erstattete seinen Bericht vom Schicksal Crawfords und der übrigen Gefangenen.

## Wapatomica
Mindestens sechs gefangene Amerikaner der Shawnee erlitten ein ähnliches Schicksal wie die Gefangenen der Lenape. Man brachte sie in zwei getrennten Gruppen zum Shawnee-Dorf Wapatomica am Mad River im heutigen Logan County. Bei diesen Gefangenen befanden sich Crawfords Schwiegersohn William Harrison und sein Neffe, der jüngere William Crawford. Diesen beiden und zwei weiteren Gefangenen wurden ebenfalls die Gesichter schwarz gefärbt. Die Dorfbewohner bildeten zwei Reihen von etwa 250 Metern Länge, durch die die Gefangenen Spießrutenlaufen mussten. Die Amerikaner wurden mit Keulen geschlagen, besonders diejenigen mit den geschwärzten Gesichtern, die anschließend mit Tomahawks in Stücke geschlagen wurden. Ihre Köpfe und Gliedmaßen spießten die Indianer außerhalb des Dorfes auf Pfähle. Einem der Gefangenen, einem Scout namens John Slover, gelang die Flucht aus dem Shawnee-Dorf Mac-a-chak beim heutigen West Liberty. Nackt nahm er sich ein Pferd, ritt soweit es laufen konnte und ging zu Fuß weiter, bis er am 10. Juli als der letzte der Überlebenden Fort Pitt erreichte.

## Folgen von Crawfords Tod

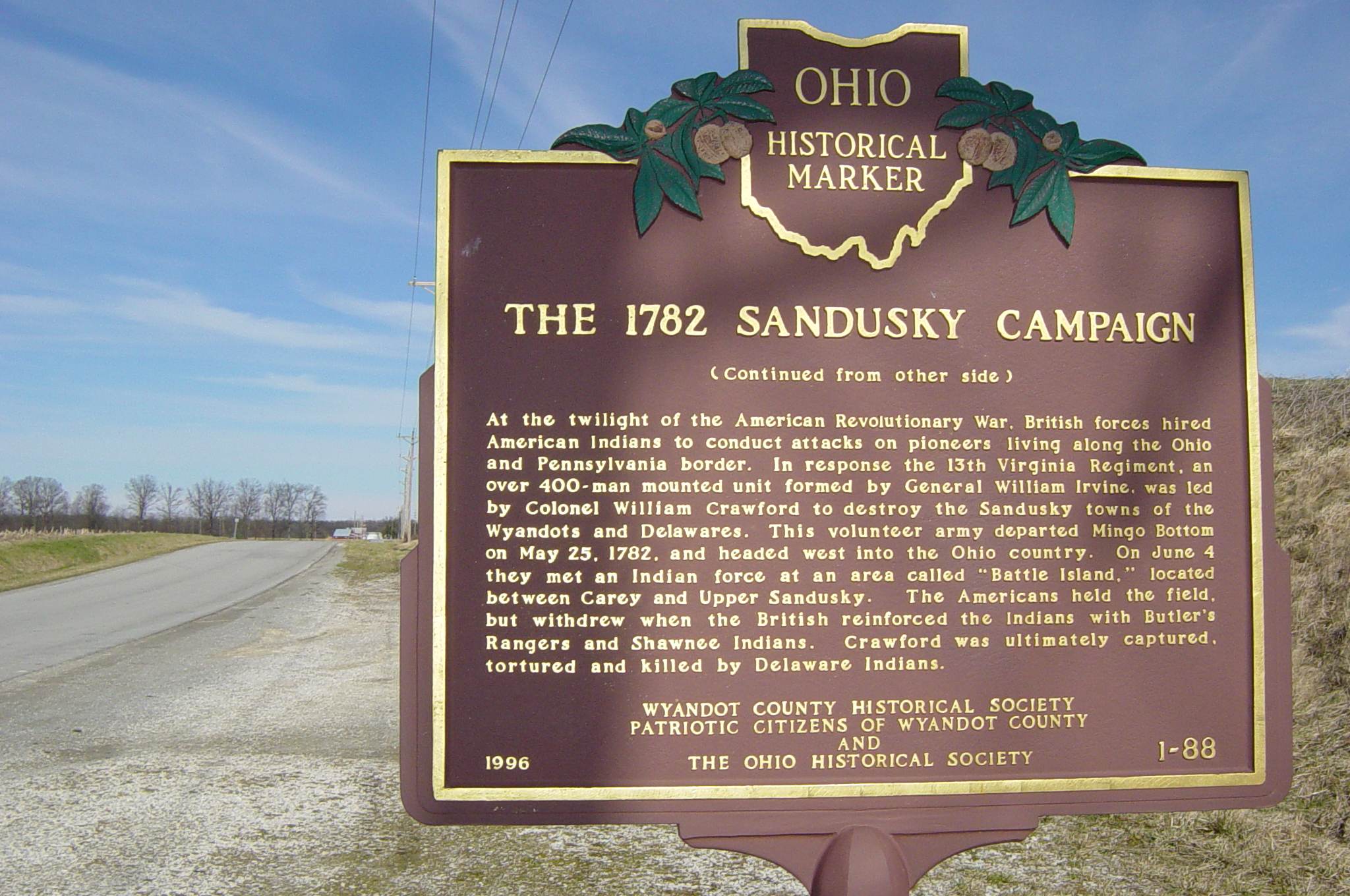
Gedenktafel der Ohio Historical Society am Schauplatz von William Crawfords Hinrichtung im Wyandot County, 1996

Das von General Irvine ausgegebene Ziel, die Indianerdörfer am Sandusky River zu zerstören, wurde nicht erreicht. Militärisch gesehen endete der Feldzug mit einer Niederlage. Im Sommer 1782 empfahl General George Washington den Angehörigen seiner Armee, es solle keiner sich einfallen lassen, in diesen Zeiten lebend den Indianern in die Hände zu fallen. Die Nachricht vom grauenhaften Schicksal Colonel William Crawfords lag dieser dringenden Empfehlung zugrunde. Crawfords Tod fand in der Presse der Vereinigten Staaten ein großes Echo. Eine Crawford's Defeat (dt.: Crawfords Niederlage) benannte Ballade wurde sehr populär. 1783 wurde John Knights Augenzeugenbericht von Crawford am Marterpfahl erstmals publiziert. Der Herausgeber, Hugh Henry Brackenridge, unterschlug alle Gründe für Crawfords Hinrichtung und die Tatsache, dass er als Vergeltung für das Gnadenhütten-Massaker getötet worden war. Der Historiker Parker Brown bemerkte, es sei ihm gelungen, ein Stück bösartiger antiindianischer und antibritischer Propaganda gezielt zu verbreiten, um Aufmerksamkeit und Patriotismus zu erzeugen. In einer Einführung stellte Brackenridges Verleger klar, warum dieser Erlebnisbericht veröffentlicht worden sei:

„Aber weil sie (die Indianer) weiterhin an unserer Siedlungsgrenze morden, so mag dieser Bericht unsere Regierung bewegen, wirksame Schritte zu ihrer Bestrafung und Unterwerfung einzuleiten. Sie sollte daraus erkennen, dass das Wesen der Indianer wild und grausam und ihre Ausrottung für die Welt von Nutzen und ehrenhaft für diejenigen ist, die es in die Tat umsetzen.“

Wie geplant förderte Knights Bericht die wachsende rassistische Stimmung gegenüber den Indianern und das Buch wurde in den nächsten achtzig Jahren mehrfach neu aufgelegt, immer dann, wenn in den Zeitungen über Gewalt zwischen Weißen und Indianern berichtet wurde. Obwohl amerikanische Grenzkämpfer oftmals indianische Gefangene getötet hatten, sahen viele Amerikaner die indianische Kultur aufgrund der Anwendung von Folter als barbarisch an und Crawfords Tod erneuerte die Wahrnehmung der Indianer als „Wilde“. In der nationalen Erinnerung der Amerikaner überschatteten die grausigen Details von Crawfords Tod am Marterpfahl gewöhnlich ihre eigenen Gräueltaten wie das Gnadenhütten-Massaker. So war bald nur von den wilden Indianern die Rede und die Leistungen friedliebender indianischer Führer wie Cornstalk und White Eyes gerieten in Vergessenheit.
Im 1873 erschienenen Werk von Consul Wilshire Butterfield, das wiederum auf Aufzeichnungen des Feldzugteilnehmers John Rose basierte, finden sich nicht nur zahlreiche Details, sondern auch die Geschichtsklitterung und Ausdrucksweise, in der mehr als 150 Jahre lang von den Vorgängen um Crawfords Tod berichtet wurde: Der so begonnene Krieg wurde auf Seiten der Wilden durch Raubzüge von Skalpiertrupps begonnen, der Tomahawk und das Skalpiermesser schonten weder Alter noch Geschlecht, während die Fackel die Heime der unglücklichen Grenzmänner verwüstete. Als natürliche Konsequenz folgten Racheexpeditionen.